# Famille Humbert
Pour les articles homonymes, voir Humbert.
La famille Humbert est une famille subsistante de la noblesse française. Originaire de Lorraine, elle s'installa à Paris où ses illustrations ont occupé des fonctions dans les domaines militaire et architectural.

## Personnalités
- Jean Nicolas Humbert (1751-1823), général de Napoléon, baron d'empire et officier de la Légion d'honneur ;
- Pierre-Eugène Emmanuel Humbert, officier de l'armée française, héros de la guerre franco-allemande de 1870, chevalier de la Légion d'honneur ;
- Pierre Humbert (1848-1919), architecte, chevalier de la Légion d'honneur.
- Maurice Humbert (1877-1918), fils du précédent, architecte, chevalier de la Légion d'honneur, Croix de Guerre (1914-1918) ;
- Denise Humbert (1917-1998), fille du précédent, médiéviste et archiviste, diplômée de l'École nationale des chartes, officier de l'ordre des Palmes académiques.